# Ixora gardneriana
Ixora gardneriana är en måreväxtart som beskrevs av George Bentham. Ixora gardneriana ingår i släktet Ixora och familjen måreväxter. Inga underarter finns listade i Catalogue of Life.